# ボルゴマネーロ
ボルゴマネーロ（伊: Borgomanero）は、イタリア共和国ピエモンテ州ノヴァーラ県にある、人口約21,000人の基礎自治体（コムーネ）。

## 地理

### 位置・広がり
| 隣接するコムーネは以下の通り。 - ボゴーニョ - ブリーガ・ノヴァレーゼ - クレッサ - クレッジョ - フォンタネート・ダゴーニャ - ガルガッロ - ガッティコ＝ヴェルーノ (ガッティコ, ヴェルーノ) - ゴッツァーノ - インヴォーリオ - マッジョーラ |

## 行政

### 分離集落
ボルゴマネーロには、以下の分離集落（フラツィオーネ）がある。
- San Marco, Santa Cristina, Santa Croce, Santo Stefano, Vergano, Casale Piovino, Casale Colombaro, Casale Baraggioni, Casale Canuggioni, Casale Fasana, Casale Prazzole, Casale Baraggiola, Casale Tabuloni, Rione Rivano, Rione San Leonardo, Rione San Gottardo, Rione Caneto, Rione Valera, Colle di San Michele

## 姉妹都市
- ディーニュ＝レ＝バン、フランス
- バート・メルゲントハイム、ドイツ

## 主な出身者
- パスクアーレ・フォルナーラ - 自転車競技選手